# Északi-fok-alagút
Az Északi-fok-alagút Norvégia északi részén, a Magerøysundet-szoros alatt, Magerøya szigete és a szárazföld között futó alagút.
A csatornaalagutat 1993 és 1999 közt építették. 6875 méter hosszú, a legmélyebb pontján a tenger szintje alatt 212 méterrel fut. Az alagút megépítése előtt kompjárat közlekedett Kåfjord és Honningsvåg közt. 
Az alagút a nevét az Északi-fokról kapta, amely Magerøya legészakibb pontján helyezkedik el. Része az E69-es főútvonalnak.
2012. június 29-e óta nem kell útdíjat fizetni a használatáért. Korábban az útdíj mértéke autónként 145 NOK (norvég korona) volt, amin felül minden egyes felnőtt után 47, minden gyerek után 24 norvég koronát kellett fizetni.
Az alagút mindkét szájánál elhelyeztek egy-egy fagyvédő kaput, amelyeket a téli időjárás beköszöntétől alkalmaznak, annak elkerülésére, hogy a szivárgó víz esetlegesen szétfagyasszon bármit is. Amint gépjármű közeledik, a kapuk azonnal kinyílnak, és természetesen egész nyáron nyitva vannak, hiszen ilyenkor a forgalom is jóval sűrűbb. 

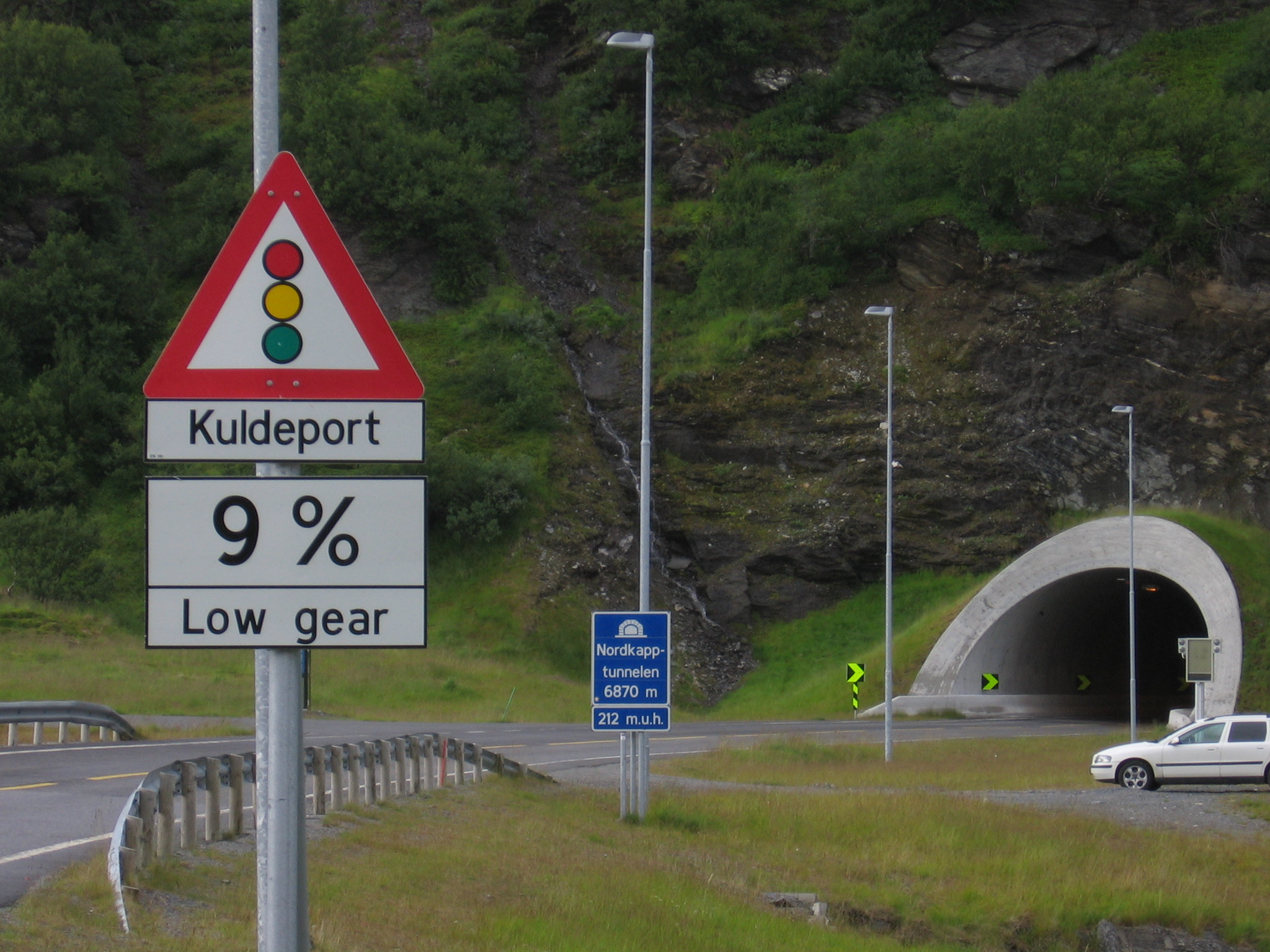
Az Északi-fok-alagút bejárata

- Koordináták a déli végén: 70° 53′ 30″ N, 25° 41′ 00″ E.
- Koordináták az északi végén: 70° 57′ 00″ N, 25° 42′ 20″ E.

## Fordítás
Ez a szócikk részben vagy egészben  a   North Cape Tunnel című angol Wikipédia-szócikk ezen változatának fordításán alapul.  Az eredeti cikk szerkesztőit annak laptörténete sorolja fel. Ez a jelzés csupán a megfogalmazás eredetét és a szerzői jogokat jelzi, nem szolgál a cikkben szereplő információk forrásmegjelöléseként.